# Delicious Vinyl
Delicious Vinyl è una casa discografica statunitense, attiva dal 1987, pubblica dischi di vari artisti attivi nel campo della musica hip hop, dance e jazz. Tra i quali Tone Lōc, Young MC e Masta Ace, oltre al gruppo acid jazz dei The Brand New Heavies.